# Château de la Rochette (Rhône)
Le château de la Rochette  est situé sur la commune de Caluire-et-Cuire, dans la métropole de Lyon. Il se dresse dans la plaine de la Caille, face à la Saône et au pied du coteau occupé par le bois de la Rochette. Il faisait partie du Franc-Lyonnais et est maintenant intégré dans le quartier de Cuire-le-Bas. Ayant plusieurs fois changé d’affectation, il est également connu sous le nom d’abbaye de la Rochette ou de maison d’accueil de la Rochette. la tradition veut que le nom de la Rochette tire son origine d'un petit roc sur lequel la première maison avait été construite.

## Description
Les nombreuses fenêtres alignées, la galerie qui court sur toute la longueur du rez-de-chaussée du logis central, la massive chapelle, l’absence d’ornements, tout dans la construction actuelle évoque plus un couvent qu’un château.
Inscrit approximativement dans un carré dont les sommets sont disposés selon les points cardinaux, l’ensemble comprend un long bâtiment de quatre niveaux flanqué au nord d’un pavillon plus court mais d’aspect identique et au sud d’une chapelle avec clocher, prolongée côté bois par un pavillon de trois niveaux. Des murs ferment les deux cours, côté Saône et côté bois. La chapelle contient un bas-relief du sculpteur Fabisch.

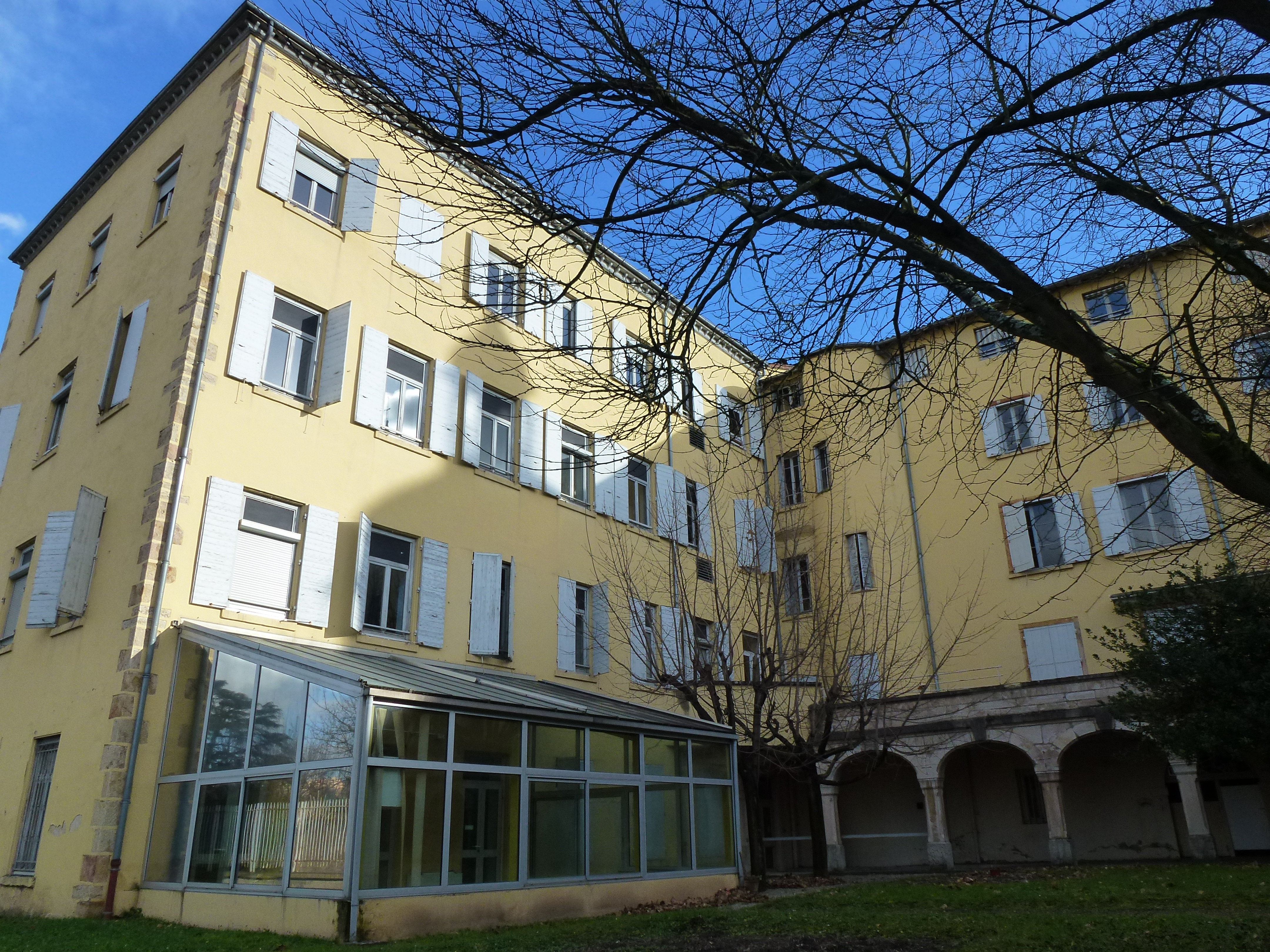
cour côté Saône – angle nord
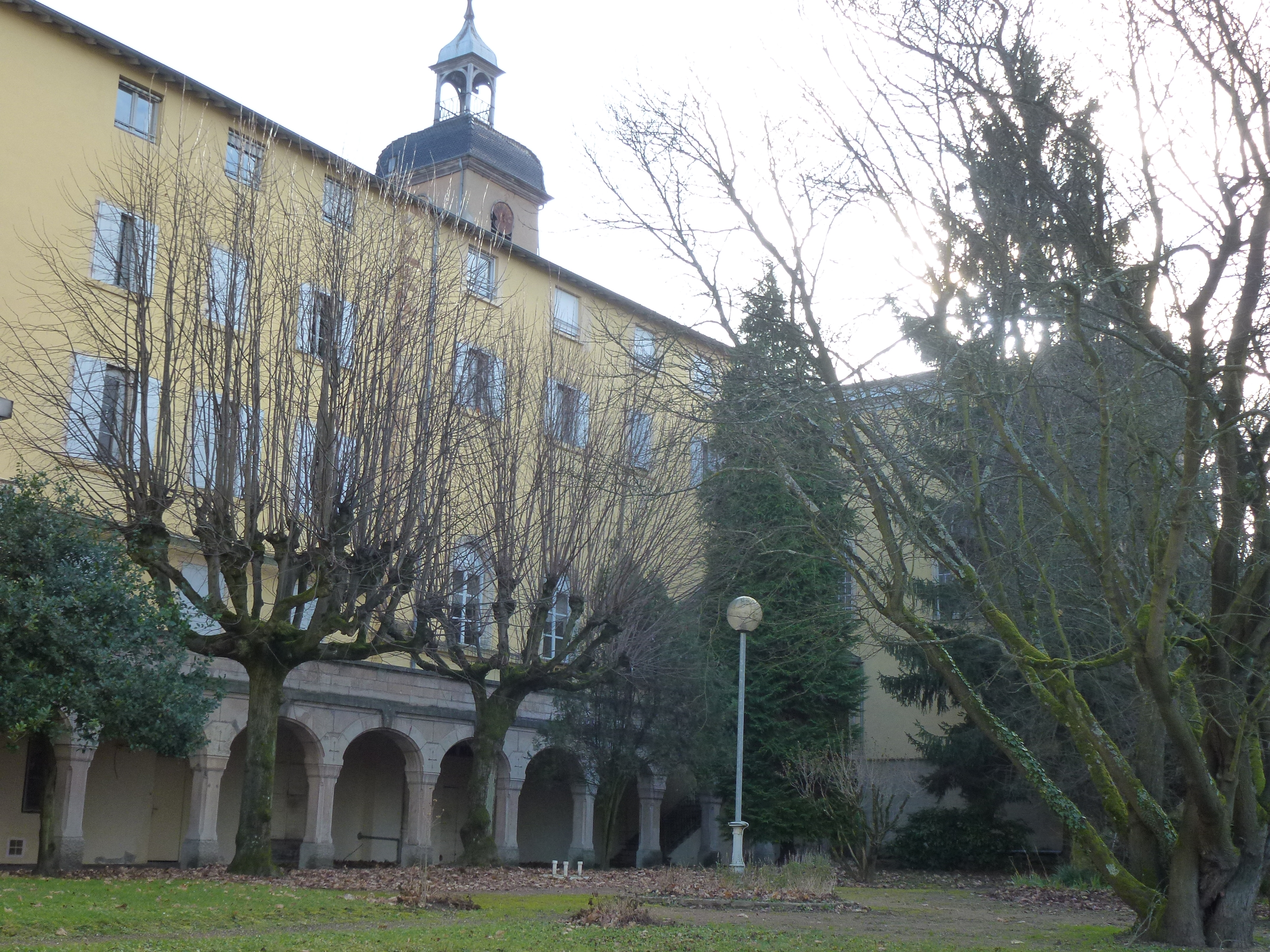
cour côté Saône – angle est
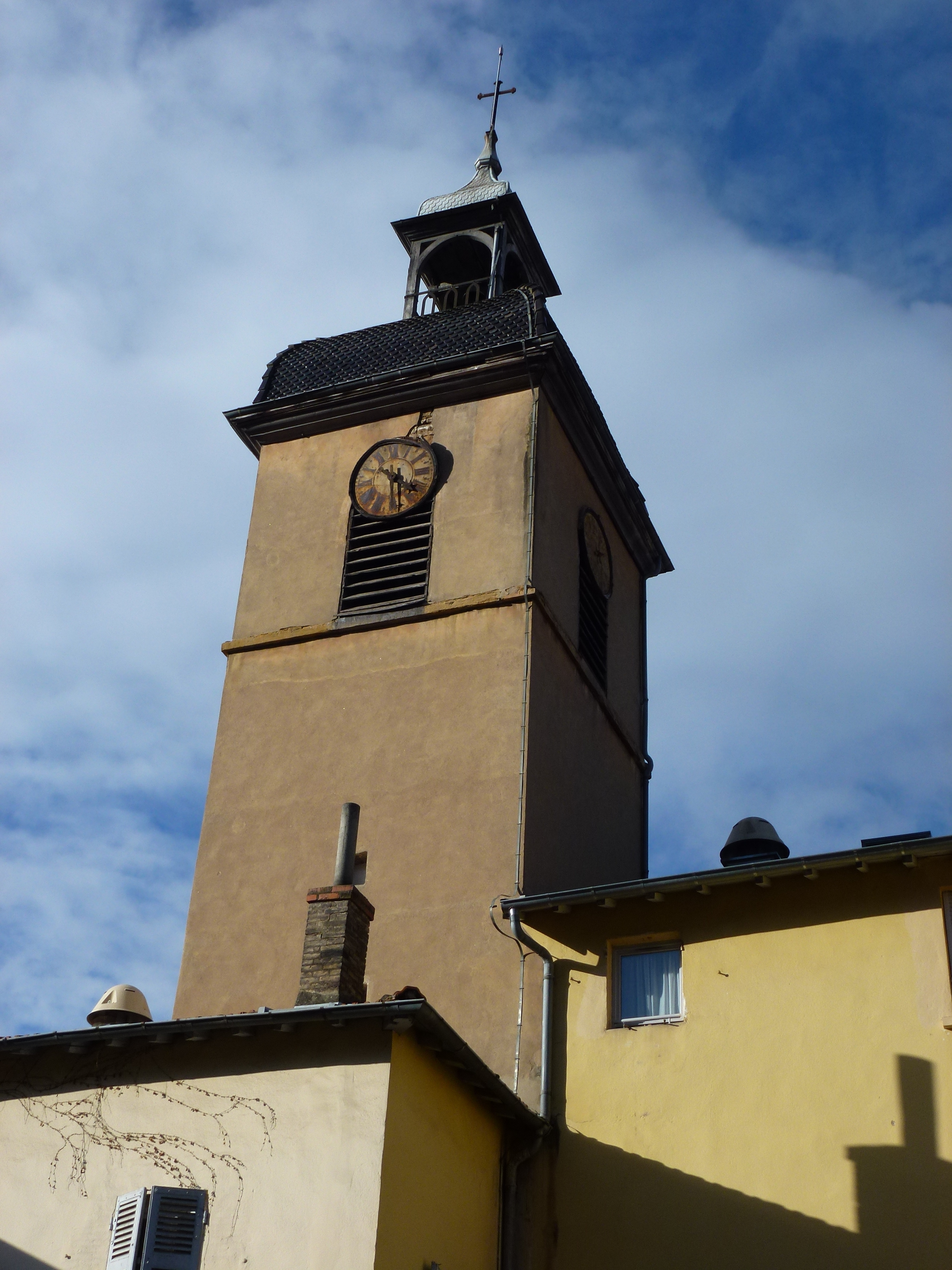
clocher de l'ancienne chapelle

## Historique
Sous l’Ancien Régime, les propriétaires du lieu portent le titre de seigneurs de la Rochette. Leur succession s'établit ainsi:
Dufour
Dans la seconde moitié du XVIe siècle, la terre appartient à Jean-Baptiste Dufour, secrétaire de l’archevêché de Lyon, notaire apostolique, banquier en cours de Rome et échevin de Lyon ; il avait épousé Isabeau Boelier ; en 1562, les chanoines de l’Île Barbe tiennent un chapitre en ce lieu après le sac de leur maison par les calvinistes.
Charrier
Gabrielle ( – 1667), fille et héritière des précédents, épouse en 1587 Guillaume Charrier (1556 – 1618), également échevin.
Jean III (1592 – 1677), fils des précédents, est prévôt des marchands de Lyon; en 1621, il épouse Dorothée Mascrany (morte en 1675).
Jean IV (1638 – 1718), fils des précédents, est président des trésoriers de France; en 1682, il épouse Anne Gaboury (1654 – 1684).
Lescalopier
Anne Geneviève (1683 – 1711), fille et héritière des précédents, épouse en 1703 César Charles Lescalopier (1671 – 1753), intendant de Champagne et conseiller d’État.
Servan
Fixé à Paris, le conseiller Lescalopier cède la terre à Antoine Servan, trésorier de France.
Loys
Cette famille d’origine suisse possède le domaine à la veille de la Révolution.
Hubert de Saint-Didier et Chossat de Montessuy
La propriété appartient à Charles Joseph Chossat, seigneur de Montessuy (1740 - 1806), qui la tient de Marguerite Hubert de Saint-Didier (née en 1749), son épouse en 1767.
Catherin Victor (1765 – 1830), fils et héritier des précédents, épouse en 1803 Armande Gabrielle de Sautereau (1771 – 1829), qui avait été mariée en premières noces en 1795 avec Guillaume Victor Hubert de Saint-Didier (né en 1757); Catherin Victor prend le nom de Montessuy-Sautereau.
Armande Gabrielle et son fils François Hubert de Saint-Didier se séparent de la propriété au profit des suivantes.
Bénédictines
En 1824, Suzanne du Peloux (1752 – 1837), cousine d’Augustin de Lestrange, acquiert le domaine et fonde une communauté de religieuses de Saint-Benoît ; le prieuré, initialement rattaché à l’abbaye de Pradines dans la Loire, est érigé en abbaye en 1837, quelques mois après sa mort ; en 1970, l’abbaye est transférée à Belmont-Tramonet en Savoie.
Époque moderne
En 1975, les lieux sont convertis en maison d’accueil pour personnes âgées; à partir de 2006, leur vétusté impose de reloger les occupants; un nouvel établissement portant le même nom est construit en amont de celui-ci.
L'abbaye de la Rochette a été rénovée en 2016 par le promoteur smci et offre 50 logements.

## Armoiries
- Servan: D'azur au cerf passant d'argent sur un tertre de sinople regardant au vent, au franc-canton.
- Loys: d’azur à un demi-vol d’or.
- Hubert de Saint-Didier: D'azur au chevron d'or accompagné en chef de deux roses du même et en pointe d'un croissant d'argent.
- Chossat de Montessuy : D’azur au chevron d’or accompagné de deux croissants d’argent en chef et d’une quintefeuille de même en pointe.
- Sautereau: D’azur à la croix d’or, cantonné de quatre éperviers d’argent, aux jets et sonnettes d’or.